# Mini-Max (Fernsehserie)/Episodenliste
Dies ist eine Episodenliste der Fernsehserie Mini-Max.  Mini-Max ist eine amerikanische Agentenparodie, die 1965 bis 1970 von NBC (Staffeln 1–4) und CBS (letzte Staffel) produziert wurde und insgesamt sieben Emmy Awards gewann.

## Produziert von NBC

### 1. Staffel (1965–1966)
Die Staffel startete am 18. September 1965 und wurde 1965 bis 1966 stets an Samstagabenden ausgestrahlt. Sie brachte dem Produzenten Leonard B. Stern eine Emmy-Nominierung in der Kategorie Herausragende Comedyserie. Ferner wurde Don Adams als Herausragender Hauptdarsteller in einer Comedyserie nominiert. Die Folge Diplomat’s Daughter wurde für einen Emmy in der Kategorie Herausragende Regie für eine Comedyserie nominiert (Paul Bogart), Buck Henry und Mel Brooks in der Kategorie Herausragendes Drehbuch für eine Comedyserie für die Pilotfolge Mr. Big.
13 Episoden wurden bereits 1967–1968 in Deutschland für die ARD synchronisiert (kursiv geschrieben). Später wurden sie alle vom ZDF neu synchronisiert.
| Nr. (ges.) | Nr. (St.) | Deutscher Titel                                                 | Originaltitel                                          | Erstausstrahlung USA | Deutschsprachige Erstausstrahlung (D) | Regie           | Drehbuch                                             | Prod. Code |
| --- | --------- | --------------------------------------------------------------- | ------------------------------------------------------ | -------------------- | ------------------------------------- | --------------- | ---------------------------------------------------- | ---------- |
| 1 | 1         | (nicht synchronisiert)                                          | Mr. Big (Pilotfolge)                                   | 18. Sep. 1965        | (nicht ausgestrahlt)                  | Howard Morris   | Mel Brooks, Buck Henry                               | 001        |
| Maxwell Smart hat den Auftrag, den unheimlichen Mr. Big (Michael Dunn) von KAOS zu stoppen, der mit dem Spezialapparat „Inthermo“ New York City bedroht. |           |                                                                 |                                                        |                      |                                       |                 |                                                      |            |
| 2 | 2         | Prinzessin Inkognito Blondinen für Fernost                      | Diplomat’s Daughter                                    | 25. Sep. 1965        | 20. September 1967 6. Januar 1988     | Paul Bogart     | Gerald Gardner, Dee Caruso                           | 002        |
| Mehrere Blondinen wurden entführt und Max muss die schöne Tochter eines skandinavischen Diplomaten beschützen. Dabei entdeckt er das Lager von KAOS und nimmt „The Claw“ (Leonard Strong) und dessen Anhänger fest. |           |                                                                 |                                                        |                      |                                       |                 |                                                      |            |
| 3 | 3         | Auf der Schulbank Man lernt nie aus                             | School Days                                            | 2. Okt. 1965         | 13. Dezember 1967 5. Januar 1988      | Paul Bogart     | Stan Burns, Mike Marmer                              | 003        |
| Max besucht undercover die CONTROL Spionage-Schule. Dort hat sich nämlich ein KAOS Spion eingeschlichen, den Max nun entlarven soll. |           |                                                                 |                                                        |                      |                                       |                 |                                                      |            |
| 4 | 4         | Zwischenfall im Warenhaus Unser Mann in der Spielwarenabteilung | Our Man in Toyland                                     | 9. Okt. 1965         | 29. November 1967 6. Juli 1990        | Don Richardson  | Stan Burns, Mike Marmer                              | 004        |
| Wie 99 entdeckt, schmuggelt KAOS Geheiminformationen aus dem Land, indem sie über ein Kaufhaus Puppen versendet, die beim Ziehen einer Schnur die Informationen ausplaudern. Als Max und 99 von KAOS erwischt werden, versuchen sie, sich mithilfe von Spielsachen zu befreien. John Hoyt hat einen Gastauftritt als Herr Bunny (eine Parodie von Ernst Stavro Blofeld).                                                                                             |           |                                                                 |                                                        |                      |                                       |                 |                                                      |            |
| 5 | 5         | Ich sehe was, was du nicht siehst                               | Now You See Him... Now You Don’t                       | 16. Okt. 1965        | 7. Jan. 1988                          | Paul Bogart     | Arne Sultan, Marvin Worth                            | 005        |
| Ein Arzt taucht bei Max auf und erzählt ihm, er habe es geschafft, mithilfe eines Unsichtbarkeits-Sprays von KAOS zu fliehen. Als Max herauszufinden versucht, ob das Spray echt ist, wird er von KAOS entführt. |           |                                                                 |                                                        |                      |                                       |                 |                                                      |            |
| 6 | 6         | Großer Häuptling Mini-Max                                       | Washington 4, Redskins 3 Washington 4, Indians 3 (DVD) | 23. Okt. 1965        | 8. Jan. 1988                          | Richard Donner  | Dee Caruso, Gerald Gardner                           | 006        |
| Indianer wollen einen Krieg vom Zaun brechen, wenn sie nicht ihr gesamtes Land zurückbekommen. Smart soll in ihr Lager gehen und den Krieg verhindern. Der englische Titel wurde für die DVD-Veröffentlichung in “Washington 4, Indians 3” geändert: “Redskins” („Rothäute“) wird heute als beleidigend angesehen. |           |                                                                 |                                                        |                      |                                       |                 |                                                      |            |
| 7 | 7         | Die Geheimkonferenz Das Kind im Manne                           | KAOS in CONTROL                                        | 30. Okt. 1965        | 24. Januar 1968 4. Januar 1988        | Don Richardson  | Hal Goldman, Al Gordon                               | 007        |
| Im CONTROL-Hauptquartier soll eine Konferenz mit den wichtigsten Wissenschaftlern des Planeten stattfinden. Dies will KAOS mit einem Spezialapparat verhindern, der die Psyche eines Menschen auf das Niveau eines Achtjährigen zurückstellt. Barbara Bain spielt eine Wissenschaftlerin im CONTROL-Labor. |           |                                                                 |                                                        |                      |                                       |                 |                                                      |            |
| 8 | 8         | Was kräht denn da?                                              | The Day Smart Turned Chicken                           | 6. Nov. 1965         | 10. Jan. 1988                         | Frank McDonald  | Ron Friedman, Pat McCormick                          | 008        |
| Smart soll in Kürze gegen KAOS aussagen; deshalb wird versucht, Mini-Max als verrückt darzustellen. Simon Oakland und Howard Caine spielen KAOS-Agenten. |           |                                                                 |                                                        |                      |                                       |                 |                                                      |            |
| 9 | 9         | Ein stolzer Preis                                               | Satan Place                                            | 13. Nov. 1965        | 2. Nov. 1971                          | Frank McDonald  | Stan Burns, Mike Marmer                              | 009        |
| KAOS entführt den Chef und versucht, dessen Psyche zu kontrollieren. Max gibt sich als Arzt aus, um seinen Chef zu befreien. Len Lesser hat eine kleine Rolle als KAOS-Agent. |           |                                                                 |                                                        |                      |                                       |                 |                                                      |            |
| 10 | 10        | Vorsicht, Gift! Tanz in der Botschaft                           | Our Man In Leotards                                    | 20. Nov. 1965        | 10. Januar 1968 9. Januar 1988        | Richard Donner  | Gary Belkin, Mel Brooks                              | 010        |
| Der Meisterdieb Emilio Naharana stiehlt eine neue von CONTROL entwickelte Droge, genannt Immobilo, um sie gegen einen Botschafter zu verwenden. Max und 99 bekommen den Befehl, die Situation zu retten. |           |                                                                 |                                                        |                      |                                       |                 |                                                      |            |
| 11 | 11        | Immer diese Chefs                                               | Too Many Chiefs                                        | 27. Nov. 1965        | 16. Nov. 1971                         | Bruce Bilson    | Gerald Gardner, Dee Caruso                           | 011        |
| Alexi Sebastian, ein Auftragskiller und Meister der Verkleidung, versucht, jemanden zu töten, der das Geheimnis des KAOS-Kodierungssystems verraten will. Alexi verkleidet sich als der Chef, um die Situation noch mehr zu verwirren. |           |                                                                 |                                                        |                      |                                       |                 |                                                      |            |
| 12 | 12        | Der Schuhverkäufer Neffe Max, der Schuhverkäufer                | My Nephew the Spy                                      | 4. Dez. 1965         | 7. Februar 1968 11. Januar 1988       | Bruce Bilson    | Marvin Worth, Arne Sultan                            | 012        |
| Max stolpert über ein Schuhgeschäft, das anscheinend als KAOS-Quartier fungiert. Er wird von einem KAOS-Agenten (Conrad Janis) verfolgt, der versucht, ihn zu töten. Der überraschende Besuch von Smarts Tante (Maudie Prickett) und Onkel (Charles Lane) kompliziert das Ganze noch erheblich. |           |                                                                 |                                                        |                      |                                       |                 |                                                      |            |
| 13 | 13        | Treffpunkt Orientexpress                                        | Aboard the Orient Express                              | 11. Dez. 1965        | 30. Nov. 1971                         | Frank McDonald  | Robert C. Dennis, Earl Barret                        | 013        |
| Mehrere CONTROL-Agenten, die wichtige Informationen mit sich führten, wurden im Orientexpress ermordet. Max und 99 geraten beim Lösen des Geheimnisses in eine schwierige Lage. Einen Cameo-Auftritt hat Johnny Carson als Zugführer. |           |                                                                 |                                                        |                      |                                       |                 |                                                      |            |
| 14 | 14        | Vampire sind auch nur Menschen                                  | Weekend Vampire                                        | 18. Dez. 1965        | 12. Jan. 1988                         | Bruce Bilson    | Gerald Gardner, Dee Caruso                           | 014        |
| CONTROL-Agenten wurde ermordet aufgefunden. Sie hatten alle mysteriöse Bissspuren am Hals. Die Ermittlungen führen Max und 99 zum unheimlichen Dr. Drago. |           |                                                                 |                                                        |                      |                                       |                 |                                                      |            |
| 15 | 15        | Der orientalische Prinz Fett oder fit?                          | Survival of the Fattest                                | 25. Dez. 1965        | 6. März 1968 13. Januar 1988          | Frank McDonald  | Mel Brooks, Ronny Pearlman                           | 015        |
| Max muss einen arabischen Prinzen beschützen, der fett bleiben muss, um seine Kräfte zu behalten. |           |                                                                 |                                                        |                      |                                       |                 |                                                      |            |
| 16 | 16        | Chaotische Verhältnisse                                         | Double Agent                                           | 8. Jan. 1966         | 7. Dez. 1971                          | Frank McDonald  | Joseph C. Cavella, Carol Cavella                     | 016        |
| Max ist ein verzweifelter, trinkender Agent geworden, sodass ihn KAOS abzuwerben versucht. Das Ganze war aber nur ein Trick von CONTROL, um Mini-Max in KAOS einzuschleusen. |           |                                                                 |                                                        |                      |                                       |                 |                                                      |            |
| 17 | 17        | 99 Waffen einer Frau                                            | Kisses for KAOS                                        | 15. Jan. 1966        | 14. Jan. 1988                         | Gary Nelson     | Mike Marmer, Stan Burns                              | 017        |
| Nachdem wichtige Gebäude unerklärlicherweise in die Luft gesprengt wurden, verfolgt CONTROL die Spur zu einer Kunstgalerie, wo der ehemalige Chemiker Rex Savage gemeinsame Sache mit dem Maler Mondo macht und eine Reihe von explosiven Gemälden produziert. 99 gibt sich als Kunstexpertin mit Max als ihrem Butler aus und versucht, an Fingerabdrücke und Fotos von Savage zu kommen, was sich jedoch als komplizierter als erwartet herausstellt.              |           |                                                                 |                                                        |                      |                                       |                 |                                                      |            |
| 18 | 18        | Nachricht in Zement Billard um halb elf                         | The Dead Spy Scrawls                                   | 22. Jan. 1966        | 15. November 1967 15. Januar 1988     | Gary Nelson     | Mike Marmer, Stan Burns                              | 018        |
| CONTROL versucht die Lage eines KAOS-Quartiers herauszufinden, das sich in einem Billardsaal befindet. Leonard Nimoy hat eine kleine Rolle als KAOS-Agent. |           |                                                                 |                                                        |                      |                                       |                 |                                                      |            |
| 19 | 19        | Der Roboter Roboter mit Herz                                    | Back to the Old Drawing Board                          | 29. Jan. 1966        | 18. Oktober 1967 16. Januar 1988      | Bruce Bilson    | Gary Clarke                                          | 019        |
| KAOS will Dr. Shotwire entführen, einen brillanten Wissenschaftler, dessen Arbeit dank seines Bodyguards helfender Hände um sechs Monate verzögert wurde. Dieser ist niemand anderes als Agent 86. Der beauftragte KAOS-Agent, Natz, hat mit Smart noch eine Rechnung offen, da dieser ihn einst ins Gefängnis brachte. Es ist die erste Folge mit dem von KAOS gebauten Roboter Hymie (gespielt von Dick Gautier), den Max auf seine Seite bringen kann.            |           |                                                                 |                                                        |                      |                                       |                 |                                                      |            |
| 20 | 20        | Gehen Sie mal zum Psychiater!                                   | All in the Mind                                        | 5. Feb. 1966         | 14. Dez. 1971                         | Bruce Bilson    | Gerald Gardner, Dee Caruso                           | 020        |
| Max gibt sich als einen kranken Colonel aus, um einen Psychiater zu entlarven, der seine Patienten für KAOS aushorcht. In dieser Episode setzt Kaos als Geheimwaffe eine Telefonzelle ein, die den Insassen ertränkt. |           |                                                                 |                                                        |                      |                                       |                 |                                                      |            |
| 21 | 21        | Agent im Ruhestand                                              | Dear Diary                                             | 12. Feb. 1966        | 21. Dez. 1971                         | Murray Golden   | Stan Burns, Mike Marmer                              | 021        |
| Max muss das geheime Tagebuch eines Agenten finden, der zurückgezogen im CONTROL-Altersheim lebt. Burt Mustin und Ellen Corby haben Gastauftritte als CONTROL-Agenten im Ruhestand. |           |                                                                 |                                                        |                      |                                       |                 |                                                      |            |
| 22 | 22        | Schachmatt Schachmatt um Mitternacht                            | Smart, the Assassin                                    | 19. Feb. 1966        | 4. Oktober 1967 17. Januar 1988       | Bruce Bilson    | Budd Grossman                                        | 022        |
| Max wird von KAOS hypnotisiert und soll bei einem Schachturnier um Mitternacht seinen Chef erschießen. Doch der Plan schlägt fehl, weil Max sich jeden Spielzug genau überlegt und damit das Turnier verzögert. |           |                                                                 |                                                        |                      |                                       |                 |                                                      |            |
| 23 | 23        | Total auf den Hund gekommen                                     | I’m Only Human                                         | 26. Feb. 1966        | 18. Jan. 1988                         | Murray Golden   | Stan Burns, Mike Marmer, Pat McCormick, Ron Friedman | 023        |
| Einige CONTROL-Agenten werden von ihren Hunden getötet. Max überzeugt den Chef, den Hund Fang aus dem Ruhestand zurückzurufen, um in der Hundepension zu ermitteln, wo die Hunde der Getöteten untergebracht gewesen waren. Sie wurden dort einer Gehirnwäsche unterzogen. Oscar Beregi Jr. hat einen Gastauftritt. |           |                                                                 |                                                        |                      |                                       |                 |                                                      |            |
| 24 | 24        | Die Atombombe Mini-Max hilft bombensicher                       | Stakeout on Blue Mist Mountain                         | 5. März 1966         | 27. Dezember 1967 19. Januar 1988     | Murray Golden   | Stan Dreben, Howard Merrill                          | 024        |
| Sehr viele KAOS-Agenten fliegen plötzlich nach Washington. Jeder hat ein Stück einer Bombe bei sich. Mit der Hilfe von Agent 44 schaffen es Max und der Chef, einen KAOS-Agenten zu schnappen und ihm vertrauliche Informationen zu entlocken. Ted Knight hat einen Gastauftritt als KAOS-Agent. |           |                                                                 |                                                        |                      |                                       |                 |                                                      |            |
| 25 | 25        | Wer ist Wo?                                                     | The Amazing Harry Hoo                                  | 12. März 1966        | 20. Jan. 1988                         | Gary Nelson     | Gerald Gardner, Dee Caruso                           | 025        |
| „The Claw“ ist zurück und will Max in eine tödliche Falle locken. Max und 99 verfolgen den chinesischen Agenten Nummer 3 nach San Francisco, da sie hoffen, dort auf „The Claw“ zu stoßen. Dieser steckt hinter einem Schmugglerring, der sich in einem Waschsalon versteckt. Der chinesische Polizeiinspektor Harry Hoo (Joey Forman) bietet Max seine Hilfe an. |           |                                                                 |                                                        |                      |                                       |                 |                                                      |            |
| 26 | 26        | Huberts Unvollendete                                            | Hubert’s Unfinished Symphony                           | 19. März 1966        | 1. November 1967 21. Januar 1988      | Gary Nelson     | Stan Burns, Mike Marmer                              | 026        |
| Max und der Chef wollen mit Hubert sprechen, einem CONTROL-Agenten und Violinisten. Hubert gibt ihnen auf der Bühne ein Zeichen, er habe Probleme. Sie finden ihn schließlich tot in seiner Umkleidekabine. Hubert hinterlässt nur ein selbstkomponiertes Musikstück, in dem er einen Hinweis auf den Täter versteckt hat. |           |                                                                 |                                                        |                      |                                       |                 |                                                      |            |
| 27 | 27        | Mini-Max auf großer Fahrt (Teil 1)                              | Ship of Spies (Part 1)                                 | 2. Apr. 1966         | 22. Jan. 1988                         | Bruce Bilson    | Leonard B. Stern, Buck Henry                         | 027        |
| KAOS hat die Pläne für ein Nuklear-Kriegsschiff gestohlen und auf einem Frachter versteckt. Der Informant, der Max die Details mitteilen soll, wird vor seinen Augen erschossen. Max kann nur noch ein seltsames Geräusch wahrnehmen, das der Schütze bei der Flucht verursacht. Als Max und 99 eine Fahrt auf dem Schiff buchen, merken sie, dass nahezu jeder der Passagiere das Geräusch zu verursachen scheint. Agent 44 befindet sich ebenfalls auf dem Schiff. |           |                                                                 |                                                        |                      |                                       |                 |                                                      |            |
| 28 | 28        | Mini-Max auf großer Fahrt (Teil 2)                              | Ship of Spies (Part 2)                                 | 9. Apr. 1966         | 24. Jan. 1988                         | Bruce Bilson    | Leonard B. Stern, Buck Henry                         | 028        |
| Max und 99 setzen ihre Suche nach den Plänen fort. Nach der erfolglosen Durchsuchung des Frachters fragt Max den alten Kapitän Graumann um Hilfe. Harold J. Stone spielt Kapitän Graumann. |           |                                                                 |                                                        |                      |                                       |                 |                                                      |            |
| 29 | 29        | Modellkleider für Beirut Wer, wie, wo, was, wann?               | Shipment to Beirut                                     | 23. Apr. 1966        | 20. März 1968 14. September 1990      | David Alexander | Arne Sultan                                          | 029        |
| Über den Textildesigner Richelieu schmuggelt KAOS mit Plänen. Eines von Richelieus Models will Max Informationen verkaufen. Als Max jedoch bei ihr aufkreuzt, hat sie sich in eine Schaufensterpuppe verwandelt. Wütend verbietet der Chef Max die weitere Arbeit an dem Fall. Ohne Wissen des Chefs begeben sich 99 (als Model) und Max (als Schaufensterpuppe) zu Richelieu, um den Fall zu klären.                                                                |           |                                                                 |                                                        |                      |                                       |                 |                                                      |            |
| 30 | 30        | Haie im Swimmingpool                                            | The Last One In Is a Rotten Spy                        | 7. Mai 1966          | 21. Sep. 1990                         | David Alexander | Stan Burns, Mike Marmer                              | 030        |
| Max wird von einem Mitglied des russischen Schwimmteams kontaktiert, das eine Liste von KAOS-Agenten besitzt. Max vergisst jedoch den Namen seines Informanten und versucht, ihn als Schwimmtrainer verkleidet zu entdecken. 99 und der Chef unterstützen ihn. Alice Ghostley hat einen Gastauftritt als Mitglied des russischen Teams. |           |                                                                 |                                                        |                      |                                       |                 |                                                      |            |

### 2. Staffel (1966–1967)
Auch die zweite Staffel wurde an Samstagabenden ausgestrahlt.
| Nr. (ges.) | Nr. (St.) | Deutscher Titel                      | Originaltitel                                            | Erstausstrahlung USA | Deutschsprachige Erstausstrahlung (D) | Regie          | Drehbuch                                 | Prod. Code |
| --- | --------- | ------------------------------------ | -------------------------------------------------------- | -------------------- | ------------------------------------- | -------------- | ---------------------------------------- | ---------- |
| 31 | 1         | Mein Freund Hymie                    | Anatomy of a Lover                                       | 17. Sep. 1966        | 28. Dez. 1971                         | Bruce Bilson   | Gary Clarke                              | 035        |
| KAOS programmiert Hymie neu, damit er den Chef tötet. Nachdem Max das Attentat vereitelt hat, bringt er es nicht fertig, Hymie zu zerstören, und versteckt ihn in seiner Wohnung. Als Hymie sich als Cousin von Max ausgibt, begegnet er der Nichte des Chefs, die sofort Gefallen an ihm findet. KAOS programmiert Hymie wieder neu, diesmal, um Max umzubringen. |           |                                      |                                                          |                      |                                       |                |                                          |            |
| 32 | 2         | Am 15. ist der 1.                    | Strike While the Agent is Hot                            | 24. Sep. 1966        | 4. Jan. 1972                          | Gary Nelson    | Bud Grossman                             | 033        |
| Ein Spion von CONTROL wird im Dienst erschossen, als er gerade Max kontaktiert. Kurz bevor er stirbt, überträgt er Max die Aufgabe, bei den nächsten Tarifverhandlungen die Gewerkschaft der Spione zu vertreten. |           |                                      |                                                          |                      |                                       |                |                                          |            |
| 33 | 3         | Wie Du mir, so ich Dir               | A Spy for a Spy                                          | 1. Okt. 1966         | 13. Juli 1990                         | Bruce Bilson   | Stan Burns, Mike Marmer                  | 031        |
| Siegfried (Bernie Kopell, der hier erstmals den wiederkehrenden Charakter spielt), der Vizepräsident der Abteilung für Public Relation und Terror von KAOS, entführt den Chef. Als Vergeltung entführt Max den besten Auftragskiller von KAOS. Danach kommt es bei den Entführungen zu einer kriegerischen Eskalation, die damit endet, dass nur noch Max und Siegfried frei sind. |           |                                      |                                                          |                      |                                       |                |                                          |            |
| 34 | 4         | Alle Jahre wieder                    | The Only Way to Die                                      | 8. Okt. 1966         | 28. Sep. 1990                         | Bruce Bilson   | Arne Sultan                              | 032        |
| Nachdem Max beinahe von den KAOS-Agenten Perry und Carter getötet wurde, lässt sein Chef es für alle Welt so aussehen, als ob er gestorben wäre, damit Max weiter die Spuren zur Identität des KAOS-Agenten „Blaster“ verfolgen kann, der alljährlich in Washington, D.C. ein Nationaldenkmal sprengt. |           |                                      |                                                          |                      |                                       |                |                                          |            |
| 35 | 5         | Maxwell Smart alias Jimmy Ballantine | Maxwell Smart, Alias Jimmy Ballantine                    | 15. Okt. 1966        | 26. Okt. 1971                         | Gary Nelson    | Arnie Rosen                              | 034        |
| Max muss sich als ein kürzlich entlassener Straftäter ausgeben, nämlich als Safeknacker Jimmy Ballantine. CONTROL lässt KAOS glauben, dass Ballantine sich das Gesicht verbrannt hat, damit Max Gesichtsbandagen tragen und so bei KAOS unerkannt bleiben kann. CONTROL hält einen Friseurladen für einen geheimen Treffpunkt von KAOS. 99 gibt sich als Expertin für Maniküre aus und Agent 13 lauert im Dampfautomaten für heiße Handtücher. Die KAOS-Agenten verlangen von Max, dass er einen Tresor der Bundesbank öffnet. Da 99 weiß, um welchen der Tresore es sich handelt, muss der Chef es so einrichten, dass alle unverriegelt bleiben. Nachdem Max den Tresor geöffnet hat, stehlen die KAOS-Agenten das Geld und wollen Max beseitigen, aber ihr Plan geht nach hinten los, da er sie austricksen kann. 99 erscheint mit dem Chef, den Max dann versehentlich im Tresor einschließt. |           |                                      |                                                          |                      |                                       |                |                                          |            |
| 36 | 6         | Ziemlich heiß in Casablanca          | Casablanca                                               | 22. Okt. 1966        | 11. Jan. 1972                         | William Waird  | Carol Cavella, Joseph C. Cavella         | 037        |
| Der Würger tötet einen Mann, den Max beschützen sollte. Nachdem der Chef ihn in Urlaub geschickt hat, beschließt Max stattdessen, den Würger nach Casablanca zu verfolgen. An dieser Folge ist bemerkenswert, dass Don Adams Humphrey Bogart nachahmt und Barbara Feldon die zwei Lieder There’ll Be Some Changes Made sowie das bekannte Chanson La vie en rose von Édith Piaf singt. |           |                                      |                                                          |                      |                                       |                |                                          |            |
| 37 | 7         | Der Lockvogel                        | The Decoy                                                | 29. Okt. 1966        | 18. Jan. 1972                         | William Waird  | Ronald Axe, Sydney Zelinka               | 041        |
| CONTROL lässt KAOS glauben, dass Max im Besitz eines geheimen Codes sei. Leute von KAOS entführen ihn und wenden ihre Wahrheitsdroge bei ihm an. |           |                                      |                                                          |                      |                                       |                |                                          |            |
| 38 | 8         | Ein Südseeparadies                   | Hoo Done It                                              | 5. Nov. 1966         | 25. Jan. 1988                         | Gary Nelson    | Gerald Gardner, Dee Caruso               | 039        |
| Max und Harry Hoo versuchen, in einem tropischen Hotel den Mord an einem Agenten aufzuklären. Diese Folge ist eine Parodie auf Und dann gabs keines mehr von Agatha Christie. |           |                                      |                                                          |                      |                                       |                |                                          |            |
| 39 | 9         | Maxwell Smart im falschen Boot       | Rub-a-Dub-Dub ... Three Spies In a Sub                   | 12. Nov. 1966        | 20. Juli 1990                         | Bruce Bilson   | Mike Marmer, Stan Burns                  | 040        |
| Max und Agentin 99 gehen dem gefährlichen Auftrag nach, einen auf Island stationierten Computer von KAOS unschädlich zu machen. Sie finden sich als Gefangene in einem U-Boot von KAOS wieder, wo Siegfried als Kommandant agiert. |           |                                      |                                                          |                      |                                       |                |                                          |            |
| 40 | 10        | So ein Zirkus ...                    | The Greatest Spy on Earth                                | 19. Nov. 1966        | 25. Jan. 1972                         | Joshua Shelley | Dee Caruso, Gerald Gardner               | 038        |
| Um einen von KAOS gesteuerten Schmugglerring zu finden, betreiben Max und Agentin 99 in einem Zirkus verdeckte Ermittlungen. Gaststar ist Paul Dooley. Außerdem tritt Mickey Manners als Gerald-Gertrude, halb Mann und halb Frau, auf. |           |                                      |                                                          |                      |                                       |                |                                          |            |
| 41 | 11        | Der ausgestopfte Agent               | Island of the Darned                                     | 26. Nov. 1966        | 27. Juli 1990                         | Gary Nelson    | Myles Wilder, William Raynor, Buck Henry | 044        |
| 86 und 99 stranden auf einer von KAOS kontrollierten Insel und müssen um ihr Leben kämpfen. Gaststar Harold Gould spielt den psychopathischen Menschenjäger Hans Hunter. Diese Episode parodiert Graf Zaroff – Genie des Bösen. |           |                                      |                                                          |                      |                                       |                |                                          |            |
| 42 | 12        | Goldfinger lässt grüßen              | Bronzefinger                                             | 3. Dez. 1966         | 26. Jan. 1988                         | William Wiard  | Lila Garrett, Bernie Kahn                | 042        |
| Um Bronzefinger, einen Dieb und Schmuggler von Bronzestatuen zu fangen, muss Max zum Experten für Kunst werden. |           |                                      |                                                          |                      |                                       |                |                                          |            |
| 43 | 13        | Kille, kille, Killer                 | Perils In a Pet Shop                                     | 10. Dez. 1966        | 1. Feb. 1972                          | Bruce Bilson   | Martin Ragaway                           | 045        |
| Max folgt einem KAOS-Agenten, der einen Papagei schmuggelt. Als Max den Papagei verhören will, wird dieser von seinem Anwalt befreit. Max and 99 verfolgen ihn bis zu einem Haustierladen, der als Tarnung für den „lächelnden Killer“ Melnick dient, wie Max feststellt. Als sie nach Ladenschluss in den Laden einzubrechen versuchen, werden Max, 99 und ihr Hund Fang überwältigt. Sie erkennen, dass die Papageien geheime Informationen auswendig lernen müssen und dann dazu benutzt werden, diese aus dem Land zu schmuggeln. Die Folge zeigt Fangs letzten Auftritt in dieser Serie. |           |                                      |                                                          |                      |                                       |                |                                          |            |
| 44 | 14        | Sagen Sie mal „AAA“                  | The Whole Tooth and ...                                  | 24. Dez. 1966        | 8. Feb. 1972                          | William Wiard  | Lila Garrett, Bernie Kahn                | 043        |
| Während Max Pläne für einen Atomreaktor bei sich hat, stößt er auf Agenten von KAOS. Er schiebt die Pläne einem unverdächtigen Fremden unter, der sich als Straftäter auf dem Transport ins Joliet Correctional Center entpuppt. Daraufhin muss Max sich als Verbrecher ins Gefängnis einliefern lassen, um die Pläne zurückzukriegen. |           |                                      |                                                          |                      |                                       |                |                                          |            |
| 45 | 15        | Gib Küsschen                         | Kiss of Death                                            | 31. Dez. 1966        | 15. Feb. 1972                         | Bruce Bilson   | Mike Marmer, Stan Burns                  | 036        |
| Eine wohlhabende Dame aus der feinen Gesellschaft versucht, Rache an Max zu nehmen, indem sie ihm vormacht, dass sie in ihn verliebt wäre. Max hatte ihren Vater, einen Mitarbeiter von KAOS, im Jahr zuvor getötet ... |           |                                      |                                                          |                      |                                       |                |                                          |            |
| 46 | 16        | Auch Roboter sind Menschen           | It Takes One to Know One                                 | 7. Jan. 1967         | 22. Feb. 1972                         | Earl Bellamy   | Gary Clarke                              | 046        |
| KAOS-Agentin Octavia tötet jeden Vize von CONTROL und so wird Hymie der neue Vize. Wie sich herausstellt, ist Hymie genau die richtige „Person“ auf diesem Posten, denn Octavia ist ein Roboter. |           |                                      |                                                          |                      |                                       |                |                                          |            |
| 47 | 17        | Irgendjemand hat was gegen mich      | Someone Down Here Hates Me                               | 14. Jan. 1967        | 5. Okt. 1990                          | Earl Bellamy   | Nate Monaster                            | 047        |
| KAOS setzt ein Kopfgeld auf Max aus und gibt bekannt, dass man die Jahresabschlussfeier ausfallen lassen wird, falls ihn keiner ermordet. |           |                                      |                                                          |                      |                                       |                |                                          |            |
| 48 | 18        | Sparmaßnahmen bei CONTROL            | Cutback at CONTROL                                       | 21. Jan. 1967        | 12. Okt. 1990                         | Earl Bellamy   | Gerald Gardner, Dee Caruso               | 048        |
| Als ein Ausschuss des Senats damit droht, CONTROL stillzulegen, bietet Siegfried Max an, Agent bei KAOS zu werden. |           |                                      |                                                          |                      |                                       |                |                                          |            |
| 49 | 19        | Im Harem sind die Prinzen los        | The Man From YENTA                                       | 28. Jan. 1967        | 19. Okt. 1990                         | Bruce Bilson   | Arne Sultan                              | 049        |
| CONTROL arbeitet mit dem israelischen Agenten Nummer 498 (Alan Oppenheimer) zusammen, um einen arabischen Prinzen zu beschützen, aber alles geht schief. (Der Arbeitstitel lautete “He Should Live and Be Well”, „Er sollte leben und sich wohlfühlen“.) |           |                                      |                                                          |                      |                                       |                |                                          |            |
| 50 | 20        | Regelrecht eingewickelt              | The Mummy                                                | 4. Feb. 1967         | 27. Jan. 1988                         | Earl Bellamy   | Budd Grossman                            | 050        |
| Max ermittelt in einem Washingtoner Museum, wo KAOS Sarkophage benutzt, um Agenten ins Land zu schleusen. |           |                                      |                                                          |                      |                                       |                |                                          |            |
| 51 | 21        | Miss KAOS                            | The Girls From KAOS                                      | 11. Feb. 1967        | 28. Jan. 1988                         | William Wiard  | Joseph C. Cavella, Carol Cavella         | 051        |
| Miss Amerika, die zufällig die Tochter eines wichtigen amerikanischen Forschers ist, wendet sich an Max, weil sie sich in Lebensgefahr befindet. Max muss sie für die Dauer des nächsten Wettbewerbs bewachen und dabei feststellen, dass tatsächlich eine der Mitbewerberinnen der Killer von KAOS ist. (Der Arbeitstitel lautete “The Girl From KAOS”, „Das Mädchen von KAOS“.) |           |                                      |                                                          |                      |                                       |                |                                          |            |
| 52 | 22        | Die Mauern von Jericho               | Smart Fit the Battle of Jericho                          | 18. Feb. 1967        | 29. Jan. 1988                         | Bruce Bilson   | Arne Sultan                              | 052        |
| Als ein Agent von CONTROL bei verdeckten Ermittlungen einem als Unfall getarnten Mord zum Opfer fällt, wird Max mit der Untersuchung seiner Todesumstände beauftragt und findet heraus, wie ein Mann namens Frank Lloyd Joshua Explosionen in hohen Gebäude auslöst. Diese Episode führt den CONTROL-Agenten Charlie Watkins ein. |           |                                      |                                                          |                      |                                       |                |                                          |            |
| 53 | 23        | Wie denn, wo denn, was denn?         | Where-What-How-Who Am I?                                 | 25. Feb. 1967        | 30. Jan. 1988                         | Gary Nelson    | Ray Brenner, Barry E. Blitzer            | 053        |
| 86 hört zufällig mit, wie geplant wird, Wissenschaftler umzubringen, aber Max erleidet bei einem Autounfall Gedächtnisverlust. KAOS benutzt kreative Mittel, um die Information zu schützen. (Der Arbeitstitel lautete “The New Car”, “Das neue Auto”.) |           |                                      |                                                          |                      |                                       |                |                                          |            |
| 54 | 24        | Zwei Gentlemen aus London            | The Expendable Agent                                     | 4. März 1967         | 31. Jan. 1988                         | Gary Nelson    | Dee Caruso, Gerald Gardner               | 055        |
| Ein britischer Forscher, der für die Vorstellung eines neuartigen Raketentreibstoffes nach Amerika gekommen ist, versteckt sich in der Wohnung von Max. |           |                                      |                                                          |                      |                                       |                |                                          |            |
| 55 | 25        | Auf den Riecher kommt es an          | How to Succeed in the Spy Business Without Really Trying | 11. März 1967        | 26. Okt. 1990                         | Gary Nelson    | Mike Marmer                              | 054        |
| Max und 99 werden von Siegfried gerettet, der vorgibt, die Seiten wechseln zu wollen. Diese Episode präsentiert erstmals King Moody als Siegfrieds unfähigen Assistenten Shtarker. |           |                                      |                                                          |                      |                                       |                |                                          |            |
| 56 | 26        | Treffpunkt Sahara                    | Appointment in Sahara                                    | 25. März 1967        | 3. Aug. 1990                          | Don Adams      | Gary Clarke                              | 056        |
| KAOS erhält Zugriff auf Atombomben und droht, die Welt durch Erpressung zur Abrüstung zu zwingen. Der Chef findet eine Spur zum Aufbewahrungsort der Bomben und schickt Max und 99 in die Wüste Sahara, um eine Katastrophe abzuwenden. Vic Tayback als Gaststar. |           |                                      |                                                          |                      |                                       |                |                                          |            |
| 57 | 27        | Cocktails und kesse Katzen           | Pussycats Galore                                         | 1. Apr. 1967         | 1. Feb. 1988                          | Sydney Miller  | Arne Sultan                              | 057        |
| Max bekommt den Hinweis, dass bedeutende Forscher den Pussycat Club besuchen und anschließend verschwinden. Der Chef beauftragt Max und 99, sich in den Club einzuschleichen, indem sie als verheiratete deutsche Wissenschaftler verdeckt ermitteln, während sich Charlie Watkins als Mitarbeiter des Clubs in Stellung bringt. Ted Knight als Gaststar. (Arbeitstitel: “The Disappearances”, „Das Verschwinden“.) |           |                                      |                                                          |                      |                                       |                |                                          |            |
| 58 | 28        | Mini-Max gegen KAOS (1. Teil)        | A Man Called Smart (Part 1)                              | 8. Apr. 1967         | 2. Feb. 1988                          | Earl Bellamy   | Leonard B. Stern                         | 058        |
| Nachdem KAOS-Agenten die Wasserverdunstungs-Formel DRY-UP gestohlen haben, drohen sie mit der Vernichtung der Wasserversorgung der Vereinigten Staaten. Max muss getarnt als KAOS-Informant ermitteln, um das Land zu retten. Howard Caine, auch als Major Hochstetter aus Ein Käfig voller Helden bekannt, spielt eine Doppelrolle: Den CONTROL-Wissenschaftler Dr. Smith und den verräterischer Schauspieler Russell Bediyoskin. |           |                                      |                                                          |                      |                                       |                |                                          |            |
| 59 | 29        | Mini-Max gegen KAOS (2. Teil)        | A Man Called Smart (Part 2)                              | 15. Apr. 1967        | 3. Feb. 1988                          | Earl Bellamy   | Leonard B. Stern                         | 059        |
| Der 91-jährige Admiral Hardgrade (William Schallert), oberster Chef von CONTROL, wird von Präsident Johnson beauftragt, während der Krise CONTROL persönlich zu befehligen. Der Chef, Max, and 99 treten in Aktion, um die Hintermänner des DRY-UP-Anschlags zu enttarnen. Als sie in einem Krankenhaus in einen Hinterhalt von KAOS geraten, wird der Chef verwundet. |           |                                      |                                                          |                      |                                       |                |                                          |            |
| 60 | 30        | Mini-Max gegen KAOS (3. Teil)        | A Man Called Smart (Part 3)                              | 22. Apr. 1967        | 4. Feb. 1988                          | Earl Bellamy   | Leonard B. Stern                         | 060        |
| Nachdem 99 im Krankenhaus einen Mordversuch am Chef verhindert hat, finden sich Max and 99 im Verlaufe der Untersuchung des DRY-UP-Anschlags schließlich in den Studios von Panamint Studios in Los Angeles wieder. Sie müssen den Rädelsführer enttarnen, ehe KAOS den Mississippi trockenlegt. |           |                                      |                                                          |                      |                                       |                |                                          |            |

### 3. Staffel (1967–1968)
Wie die vorhergehenden wurde auch die dritte Staffel an Samstagabenden ausgestrahlt.
| Nr. (ges.) | Nr. (St.) | Deutscher Titel                      | Originaltitel                  | Erstausstrahlung USA | Deutschsprachige Erstausstrahlung (D) | Regie            | Drehbuch                                             | Prod. Code |
| --- | --------- | ------------------------------------ | ------------------------------ | -------------------- | ------------------------------------- | ---------------- | ---------------------------------------------------- | ---------- |
| 61 | 1         | Doppelgänger küsst man nicht         | The Spy Who Met Himself        | 16. Sep. 1967        | 17. Aug. 1990                         | Gary Nelson      | Phil Leslie, Keith Fowler                            | 063        |
| Die Hochstapler-Garde von KAOS will CONTROL von innen übernehmen, indem sie Agenten gegen hochstaplerische Doppelgänger austauscht. Sie haben sogar einen von Max. |           |                                      |                                |                      |                                       |                  |                                                      |            |
| 62 | 2         | Viva Smart                           | Viva Smart                     | 23. Sep. 1967        | 10. Aug. 1990                         | James Komack     | Norman Paul, Sam Bobrick, Bill Idelson               | 061        |
| Max und 99 werden nach Lateinamerika geschickt, um einen Präsidenten zu befreien, der von einem nun als Diktator regierenden Armee-General gestürzt und inhaftiert wurde. |           |                                      |                                |                      |                                       |                  |                                                      |            |
| 63 | 3         | Zeuge der Anklage: Maxwell Smart     | Witness for the Persecution    | 7. Okt. 1967         | 5. Feb. 1988                          | James Komack     | Sam Bobrick, Bill Idelson                            | 062        |
| Max muss gegen einen bekannten, kürzlich verhafteten Agenten von KAOS aussagen. Zwei Wochen vor Prozessbeginn versucht KAOS ihn mit verschiedenen Methoden vorher umzubringen, um sicherzustellen, dass er nicht im Gericht ankommt. Die Folge ist eine Anspielung auf Zeugin der Anklage (engl.: Witness for the Prosecution) von Agatha Christie. |           |                                      |                                |                      |                                       |                  |                                                      |            |
| 64 | 4         | Der Geist ist willig                 | The Spirit is Willing          | 14. Okt. 1967        | 24. Aug. 1990                         | Norman Abbott    | Arne Sultan                                          | 064        |
| Als Max feststellt, dass eine Informantin bereits tot war, bevor sie ihm begegnen hätte können, denkt er, dass hier übernatürliche Kräfte am Werke sind. Um genug Beweise zusammentragen zu können, muss Max an einer Totenbeschwörung teilnehmen. Len Lesser (Onkel Leo aus Seinfeld) hat hier seinen zweiten Auftritt in der Serie als Adjutant von Paul John Mondebello, dem obersten Anführer von KAOS. |           |                                      |                                |                      |                                       |                  |                                                      |            |
| 65 | 5         | Der private Detektiv                 | Maxwell Smart, Private Spy     | 21. Okt. 1967        | 29. Feb. 1972                         | Bruce Bilson     | Elroy Schwartz                                       | 065        |
| Wegen Einsparmaßnahmen arbeiten alle Agenten bei CONTROL nur noch halbtags. Max beschließt, mit 99 als Sekretärin eine Privatdetektei zu eröffnen. Diese Episode ist bemerkenswert, weil Don Adams für die Serie erneut Humphrey Bogart nachahmt, diesmal mit einer Parodie auf seine Rolle als Sam Spade in Die Spur des Falken, und wegen der parodistischen Charaktere Mr. Sidney und Mr. Peter, die sich auf Sydney Greenstreet und Peter Lorre beziehen. Die Episode bietet auch einen Gastauftritt von Buddy Hackett als kurzsichtigen Killer von KAOS. Die Episode gewann 1967 den Emmy Award in der Kategorie Beste Regie für eine Comedyserie. (Der Titel lautet in der gedruckten Liste zur DVD „Maxwell Smart, Private Eye“, ist aber in der gesprochenen Einleitung von Barbara Feldon „Maxwell Smart, Private Spy“; letzterer wird auch im NBC-Bonusmaterial der DVD genannt.) |           |                                      |                                |                      |                                       |                  |                                                      |            |
| 66 | 6         | Die Schall-Knall-Bumm-Maschine       | Supersonic Boom                | 28. Okt. 1967        | 9. Nov. 1971                          | James Komack     | Ben Joelson, Art Baer                                | 066        |
| Nach einer schlagkräftigen Demonstration im Büro des Chefs droht KAOS damit, seine neue Überschallkanone zu verwenden, um New York City in Schutt und Asche zu legen. Max und 99 müssen ermitteln, wo sich die Waffe befindet, aber KAOS hat schon einen Plan, um die Agenten in die Irre zu führen. |           |                                      |                                |                      |                                       |                  |                                                      |            |
| 67 | 7         | Diese Frau hat’s in sich             | One of Our Olives is Missing   | 4. Nov. 1967         | 6. Feb. 1988                          | Jess Oppenheimer | Jess Oppenheimer                                     | 067        |
| KAOS hat ein Abhörgerät platziert, das sich in einer scheinbar normalen Olive befindet. Aber die Olive wird aus Versehen von einer Country-Sängerin vernascht. Gaststar dieser Episode: Carol Burnett. |           |                                      |                                |                      |                                       |                  |                                                      |            |
| 68 | 8         | Das sage ich meinem Roboter          | When Good Fellows Get Together | 18. Nov. 1967        | 7. März 1972                          | Sidney Miller    | Gary Clarke                                          | 068        |
| KAOS baut den Super-Roboter Groppo, um Hymie, den Roboter von CONTROL, zu zerstören. Max muss Hymie Selbstverteidigung beibringen, doch Hymie ist zu „nett“, um Gewalt anwenden zu wollen. |           |                                      |                                |                      |                                       |                  |                                                      |            |
| 69 | 9         | KAOS zeigt die Krallen               | Dr. Yes                        | 25. Nov. 1967        | 7. Feb. 1988                          | James Komack     | Myles Wilder, William Raynor                         | 069        |
| Nachdem jüngst US-amerikanische Raketenstarts schiefgegangen sind, müssen Max und 99 sich als Urlauber tarnen, um den gerissenen Dr. Yes zu finden, der der führende Kopf hinter der Sabotage durch KAOS ist. Die Episode ist eine Anspielung auf James Bond – 007 jagt Dr. No. (Arbeitstitel: „Señor Si“.) |           |                                      |                                |                      |                                       |                  |                                                      |            |
| 70 | 10        | Narbengesicht und Co.                | That Old Gang of Mine          | 2. Dez. 1967         | 23. Nov. 1971                         | James Komack     | Jack Hanrahan, Phil Hahn                             | 070        |
| Max nimmt die Identität des Safesknackers „Scar“ an, um sich in London in die Diebesbande „Scorpion Gang“ einzuschleichen und so der britischen Abteilung von CONTROL zu helfen. Gastauftritt von Danny Thomas als kauziger Engländer. Die Episode ist eine Parodie auf Basil of Baker Street von Eve Titus. |           |                                      |                                |                      |                                       |                  |                                                      |            |
| 71 | 11        | Die purpurnen Ritter                 | The Mild Ones                  | 9. Dez. 1967         | 2. Nov. 1990                          | Gary Nelson      | Myles Wilder, William Raynor                         | 071        |
| Ein ausländischer Premierminister wird Opfer einer Entführung durch eine überraschend belesene Bande von Hippies, die in mittelalterlicher Sprache sprechen, Motorräder fahren und sich als moderne Ausgabe der Ritter der Tafelrunde von König Artus betrachten. Max und 99 müssen als neue Bandenmitglieder aufgenommen werden, um den Premierminister zu retten. Gastauftritt von Steve Allen in der Rolle des Assistenten des Premierministers. Eine Parodie auf Der Wilde (engl.: The Wild One). |           |                                      |                                |                      |                                       |                  |                                                      |            |
| 72 | 12        | Was muss er auch die Pille nehmen    | Classification: Dead           | 23. Dez. 1967        | 14. März 1972                         | Norman Abbott    | David Ketchum, Bruce Shelly                          | 072        |
| Max wird durch einen Agenten von KAOS vergiftet und hat nur noch bis ein Uhr nachmittags zu leben. Gaststar John Fiedler spielt den Gift-Attentäter und Fitness-Experten Mr. Hercules. Es handelt sich um eine Parodie des Films Opfer der Unterwelt von 1950. |           |                                      |                                |                      |                                       |                  |                                                      |            |
| 73 | 13        | Der geheimnisvolle Dr. T.            | The Mysterious Dr. T           | 30. Dez. 1967        | 8. Feb. 1988                          | Gary Nelson      | Myles Wilder, William Raynor                         | 073        |
| Ein unter dem Schutz von CONTROL stehender Wissenschaftler wird vergiftet, während Max ihn bewacht. Im Sterben beichtet er, dass er alle seine wichtigen wissenschaftlichen Erkenntnisse von einem anderen Wissenschaftler gestohlen hat, und zwar einem Mr. T. Weder Control, noch KAOS wissen, um welchen Forscher es sich dabei handelt; Max und Siegfried liefern sich einen Wettbewerb darin, die Identität dieses Forscher zu enthüllen... |           |                                      |                                |                      |                                       |                  |                                                      |            |
| 74 | 14        | Es lebe der König                    | The King Lives?                | 6. Jan. 1968         | 9. Feb. 1988                          | Gary Nelson      | Gloria Burton, Don Adams                             | 074        |
| Um die Gruppe zu entlarven, die kurz vor der Krönung des Königs von Coronia ein Attentat auf ihn unternommen hat, posiert Max als König von Coronia, dem er äußerlich stark ähnelt. Diese Episode ist eine Parodie des Films Der Gefangene von Zenda und wegen Don Adams’ Nachahmung von Ronald Colman (dem Star jenes Films) bemerkenswert. Die Episode bietet außerdem Johnny Carsons zweiten Gastauftritt (als Bote des Königs). |           |                                      |                                |                      |                                       |                  |                                                      |            |
| 75 | 15        | Hippie-Hippie                        | The Groovy Guru                | 13. Jan. 1968        | 21. März 1972                         | James Komack     | Norman Paul, Burt Nodella                            | 075        |
| Ein hippiehafter Radiomoderator namens Groovy Guru (Gaststar Larry Storch) versucht, mit seiner Show die Gedanken von Teenagern unter seine Kontrolle zu bringen. Eine Parodie auf die deutsche Sage Rattenfänger von Hameln. |           |                                      |                                |                      |                                       |                  |                                                      |            |
| 76 | 16        | Das kleine, schwarze Buch (Teil 1)   | The Little Black Book (Part 1) | 27. Jan. 1968        | 28. März 1972                         | James Komack     | Phil Hahn, Jack Hanrahan                             | 076        |
| Sid (Gaststar Don Rickles), ein alter Kamerad aus der Armeezeit von Max, ist in der Stadt zu Besuch, aber Max arbeitet an einem Fall. Sid stolpert über ein schwarzes Notizbuch voller Frauennamen und vermutet darin eine komplette Liste der Freundinnen von Max. In Wirklichkeit ist es eine Auflistung von Tarnnamen von KAOS, so dass Sid, als er auf Basis dieses Buches einen Anruf tätigt, ahnungslos sich und Max zum Objekt weit geplanter Intrigen macht. (Arbeitstitel: „The Visiting Fireman“.) |           |                                      |                                |                      |                                       |                  |                                                      |            |
| 77 | 17        | Das kleine, schwarze Buch (Teil 2)   | The Little Black Book (Part 2) | 3. Feb. 1968         | 4. Apr. 1972                          | James Komack     | Phil Hahn, Jack Hanrahan                             | 077        |
| Nachdem Sid herausgefunden hat, dass Max Agent ist, beteiligt er sich an der Suche nach dem schwarzen Buch und dem berüchtigten Maestro, einem der gefährlichsten Killer im Dienste von KAOS. Joey Forman, der in der Serie zuvor schon Harry Hoo gespielt hatte, kehrt hier als Rechtsanwalt von CONTROL zurück. |           |                                      |                                |                      |                                       |                  |                                                      |            |
| 78 | 18        | Der doppelte Max                     | Don't Look Back                | 10. Feb. 1968        | 10. Feb. 1988                         | Don Adams        | Norman Paul, Phil Leslie                             | 078        |
| Max wird von KAOS hereingelegt und muss dem Polizeigewahrsam entfliehen, um seine Unschuld zu beweisen. Dies ist eine Parodie von Auf der Flucht. (Arbeitstitel: „The Fugitive“.) |           |                                      |                                |                      |                                       |                  |                                                      |            |
| 79 | 19        | Kein Mann für 99                     | 99 Loses CONTROL               | 17. Feb. 1968        | 11. Apr. 1972                         | Bruce Bilson     | William Raynor, Myles Wilder                         | 079        |
| Agentin 99 verabschiedet sich aus dem Dienst für CONTROL, weil sie einen Heiratsantrag von Victor Royal, dem Besitzer eines internationalen Spielkasinos, annehmen will. Aus reiner Eifersucht folgt Max ihr zum Kasino. Aber Royal ist eigentlich ein Agent von KAOS. Gastauftritt von Bob Hope als Royals Hotelpage. |           |                                      |                                |                      |                                       |                  |                                                      |            |
| 80 | 20        | KAOS lässt die Puppen tanzen         | The Wax Max                    | 24. Feb. 1968        | 11. Feb. 1988                         | James Komack     | James Komack                                         | 080        |
| An einem Schießstand in einem Vergnügungspark bekommen Max und 99 von einem ahnungslosen Mitarbeiter eine Babypuppe. Tatsächlich hatte KAOS die Puppe dafür gedacht, Plutonium ins Ausland zu schmuggeln. Rasch erfährt KAOS davon, versucht 86 und 99 im Vergnügungspark zur Strecke zu bringen und treibt sie am Ende in die Arme des Wachsmanns – einem Bösewicht, der seine Opfer in Statuen aus Wachs verwandelt. Parodie auf Das Kabinett des Professor Bondi. |           |                                      |                                |                      |                                       |                  |                                                      |            |
| 81 | 21        | Alles für die Presse                 | Operation Ridiculous           | 2. März 1968         | 18. Apr. 1972                         | James Komack     | Norman Paul                                          | 081        |
| Ein Journalist arbeitet an einer Reportage über CONTROL. Sein Artikel könnte CONTROL ein gutes Image geben und damit dazu führen, dass CONTROL von der Regierung mehr Geldmittel erhält. Eine negative Darstellung würde die Abschaffung von CONTROL bedeuten und damit KAOS helfen, ihre bösen Pläne ohne Gegenwehr zu realisieren. Um dieses Ergebnis zu erreichen, lässt KAOS sich alles Mögliche einfallen, damit Max so wirkt, als sei er noch unfähiger, ahnungsloser und lächerlicher als üblich. |           |                                      |                                |                      |                                       |                  |                                                      |            |
| 82 | 22        | Laute Städte sterben leise           | Spy, Spy, Birdie               | 9. März 1968         | 9. Nov. 1990                          | James Komack     | William Raynor, Myles Wilder                         | 082        |
| Ein Mann, der Lärm hasst, kreiert einen lautlos explodierenden Sprengstoff. Als er feststellt, dass CONTROL und KAOS beide unwillig sind, seine Pläne zu unterstützen, benutzt er den leisen Sprengstoff gegen beide Spionageorganisationen. Max und Siegfried müssen ein Team bilden, um ihm entgegenzutreten. Parodie auf Bye Bye Birdie. |           |                                      |                                |                      |                                       |                  |                                                      |            |
| 83 | 23        | Dabeisein ist nicht alles            | Run, Robot, Run                | 16. März 1968        | 12. Feb. 1988                         | Bruce Bilson     | Gary Clarke                                          | 083        |
| Hymie muss bei einem sportlichen Großereignis für die freie westliche Welt gegen die Herausforderer von jenseits des Eisernen Vorhangs antreten, da KAOS den Verlauf mit aller Kraft manipuliert. KAOS setzt seine Agenten Mr. Sneed und Mrs. Neal (Parodien von John Steed und Emma Peel aus Mit Schirm, Charme und Melone) darauf an, Hymie um jeden Preis auszubremsen. |           |                                      |                                |                      |                                       |                  |                                                      |            |
| 84 | 24        | Hier bedient Sie der Chef persönlich | The Hot Line                   | 23. März 1968        | 13. Feb. 1988                         | Gary Nelson      | Red Benson, Jack Hanrahan, Phil Hahn                 | 084        |
| Ein Stimmenimitator von KAOS (John Byner) feuert den Chef, indem er sich am Telefon als Lyndon B. Johnson ausgibt. Max wird der neue Chef; der echte Chef wird wieder auf den alten Status als Agent Q heruntergestuft und erkennt, dass er seinen bisherigen Job nur zurückbekommen kann, wenn er das Kommunikationszentrum von KAOS findet. |           |                                      |                                |                      |                                       |                  |                                                      |            |
| 85 | 25        | Mit Ping-Pong-Schläger und Mini-Max  | Die, Spy                       | 30. März 1968        | 14. Feb. 1988                         | Gary Nelson      | Gerald Gardner, Dee Caruso, Phil Hahn, Jack Hanrahan | 086        |
| In dieser Episode kooperiert Max bei CONTROL mit einem Agentenkollegen namens Samuels, der als Champion bei einem Tischtennis-Turnier in Istanbul antreten soll, um auf diese Weise „ACB“ (das dritte Spionagenetz) zu besiegen. Diese Episode parodiert Tennisschläger und Kanonen (engl.: I Spy); Samuels ist eine Parodie von Bill Cosbys Rolle als Tennisprofi Alexander Scott. Robert Culp, sein Co-Star aus dieser Serie, hat einen Cameo-Auftritt als türkischer Kellner. (Arbeitstitel: „That's the Way the Ball Bounces“.) |           |                                      |                                |                      |                                       |                  |                                                      |            |
| 86 | 26        | Sind die Statuen echt?               | The Reluctant Redhead          | 6. Apr. 1968         | 25. Apr. 1972                         | James Komack     | Leonard B. Stern                                     | 085        |
| Control entdeckt die starke Ähnlichkeit einer Kinderbuchautorin namens Mimsi Sage mit der verstorbenen Gattin eines Mr. Kinsey Krispin (Cesar Romero), dessen Liste von KAOS-Spitzeln CONTROL sehr gern bekommen möchte. Max trainiert Mimsi darauf, sich als die verstorbene Gattin auszugeben; keine einfache Aufgabe, da die unscheinbare Autorin sich wie Mrs. Amanda Krispin verhalten muss. (Arbeitstitel: „Smart's Waterloo“.) |           |                                      |                                |                      |                                       |                  |                                                      |            |

### 4. Staffel (1968–1969)
Die vierte Staffel wurde weiterhin an Samstagabenden ausgestrahlt.
| Nr. (ges.) | Nr. (St.) | Deutscher Titel                | Originaltitel                     | Erstausstrahlung USA | Deutschsprachige Erstausstrahlung (D) | Regie            | Drehbuch                                                 | Prod. Code |
| --- | --------- | ------------------------------ | --------------------------------- | -------------------- | ------------------------------------- | ---------------- | -------------------------------------------------------- | ---------- |
| 87 | 1         | Wollen Sie Frau 86 werden?     | The Impossible Mission            | 21. Sep. 1968        | 2. Mai 1972                           | Bruce Bilson     | Arne Sultan, Leonard B. Stern, Alan Burns, Chris Hayward | 087        |
| Max und 99 infiltrieren Herb Talbots Tijuana Tin (eine Parodie von Herb Alperts und seiner Tijuana Brass), um den KAOS-Agenten „The Leader“ aufzuhalten, der die Hellman-Theorie aus dem Land schmuggeln will. In dieser Episode offenbart Max seine Gefühle für 99 und es kommt zum ersten Kuss, wobei sich die beiden Agenten versprechen, zu heiraten, sollten sie die Mission überleben. Eine Parodie auf Kobra, übernehmen Sie. |           |                                |                                   |                      |                                       |                  |                                                          |            |
| 88 | 2         | Der Kartoffel-Krieg            | Snoopy Smart vs. the Red Baron    | 28. Sep. 1968        | 7. Juli 1995                          | Reza Badiyi      | Mike Marmer                                              | 088        |
| KAOS hat eine neue Methode entwickelt, die amerikanische Kartoffelernte zu zerstören, weshalb Max und 99 ermitteln. Die Spur führt zu Siegfried und Shtarker und es kommt zu einem Luftkampf über Twin Falls, Idaho – wo die Mutter von 99 (Jane Dulo) wohnt. Max und 99 müssen sowohl gegen KAOS kämpfen, als auch dafür sorgen, dass Max einen guten Eindruck bei der zukünftigen Schwiegermutter macht. Der englische Originaltitel dieser Episode bezieht sich auf den damals populären Musiktitel Snoopy vs. the Red Baron der Gruppe The Royal Guardsmen. |           |                                |                                   |                      |                                       |                  |                                                          |            |
| 89 | 3         | Tag, Chef, wir heiraten        | Closely Watched Planes            | 5. Okt. 1968         | 9. Mai 1972                           | Bruce Bilson     | Arne Sultan, Leonard B. Stern, Alan Burns, Chris Hayward | 089        |
| Nachdem CONTROL-Kuriere während des Fluges vom Bord des Flugzeuges verschwinden, wird Max zum nächsten Kurier ernannt. Unterstützt wird er von 99, die sich als Stewardess im Flugzeug befindet. Max und 99 müssen herausfinden, welcher von drei verdächtigen Passagieren hinter der Sache stecken. Der Titel der Episode spielt auf den Film Liebe nach Fahrplan (englisch Closely Watched Trains) an. |           |                                |                                   |                      |                                       |                  |                                                          |            |
| 90 | 4         | Aufbruch zum Ausbruch          | The Secret of Sam Vittorio        | 12. Okt. 1968        | 16. Mai 1972                          | Gary Nelson      | Arne Sultan, Leonard B. Stern, Alan Burns, Chris Hayward | 090        |
| Der Gangster Sam Vittorio liegt im Sterben und will das Versteck seiner letzten Beute nur seinen Schützlingen Connie und Floyd anvertrauen – die 99 und Max ähnlich sehen. Die Episode ist eine Parodie auf Bonnie und Clyde. |           |                                |                                   |                      |                                       |                  |                                                          |            |
| 91 | 5         | Lüften Sie mal den Skalp!      | Diamonds Are a Spy's Best Friend  | 19. Okt. 1968        | 23. Mai 1972                          | Jerry Hopper     | Arne Sultan, Leonard B. Stern, Alan Burns, Chris Hayward | 091        |
| Max geht zu einem Juwelier, um einen preiswerten Verlobungsring für 99 zu kaufen. Der Juwelier wird von KAOS erpresst und schiebt Max einen Ring unter, der 275.000 $ wert ist. Die Aufdeckung des Schmugglerrings von KAOS führt Max und 99 in eine Bowling-Halle. Der Titel spielt auf das Lied Diamonds Are a Girl’s Best Friend aus dem Musical Blondinen bevorzugt an. |           |                                |                                   |                      |                                       |                  |                                                          |            |
| 92 | 6         | Trauzeugen leben gefährlich    | The Worst Best Man                | 26. Okt. 1968        | 15. Feb. 1988                         | Gary Nelson      | Arne Sultan, Leonard B. Stern, Alan Burns, Chris Hayward | 092        |
| Einen nach dem anderen zieht KAOS die Leute aus dem Verkehr, die sich bereit erklärt haben, bei der Hochzeit von Max und 99 Trauzeugen zu sein. Schließlich entscheidet sich Max für Hymie als seinen Trauzeugen. Doch KAOS baut in den Roboter eine Bombe ein, um alle CONTROL-Agenten bei Max’ Junggesellen-Party in die Luft zu jagen. |           |                                |                                   |                      |                                       |                  |                                                          |            |
| 93 | 7         | Das streng geheime Geheimnis   | A Tale of Two Tails               | 2. Nov. 1968         | 29. Aug. 1972                         | Jerry Hopper     | Arne Sultan, Leonard B. Stern, Alan Burns, Chris Hayward | 112        |
| Max hilft an der CONTROL-Spionageschule für einen Tag aus und muss sich mit den Agenten 198 (Fred Willard) und 199 herumschlagen, deren Beschattungs-Fähigkeiten mangelhaft sind. Zu Übungszwecken lässt Max die beiden 99 beschatten, die ihren freien Tag hat und Einkäufe für die Hochzeit erledigen soll. Doch da 99 genau an diesem Tag im Auftrag des Chefs die Komponenten einer wissenschaftlichen Formel beschaffen muss, erscheint sie den unerfahrenen Agenten verdächtig. 99 ihrerseits vermutet hinter den beiden KAOS-Agenten. Der Originaltitel der Episode bezieht sich auf A Tale of Two Cities (Eine Geschichte aus zwei Städten) von Charles Dickens. |           |                                |                                   |                      |                                       |                  |                                                          |            |
| 94 | 8         | Das Chamäleon geht um          | The Return of the Ancient Mariner | 9. Nov. 1968         | 23. Nov. 1972                         | Gary Nelson      | Arne Sultan, Leonard B. Stern, Alan Burns, Chris Hayward | 093        |
| Max muss Admiral Hargrade vor dem KAOS-Agenten Chamäleon beschützen, der ein legendärer Verkleidungskünstler ist. Auf Geheiß des Chefs soll Max den Admiral als seinen Trauzeugen wählen, um ihn immer im Auge behalten zu können. Da niemand weiß, wie das Chamäleon aussieht, kommt es zu Verfolgungswahn und Verwechslungen (so wird auch Mr. Bob (Jack Cassidy), der Raumgestalter von Max’ Apartment, für das Chamäleon gehalten). Der Originaltitel der Episode bezieht sich auf The Rime of the Ancient Mariner von Samuel Coleridge. |           |                                |                                   |                      |                                       |                  |                                                          |            |
| 95 | 9         | Agenten-Hochzeit               | With Love and Twitches            | 30. Mai 1968         | 6. Juni 1972                          | Gary Nelson      | Arne Sultan, Leonard B. Stern, Alan Burns, Chris Hayward | 094        |
| Der KAOS-Wissenschaftler Dr. Madre (Alan Oppenheimer) gibt Max Informationen über die Lage der Melnick-Uran-Mine in der Form von verflüssigtem Papier. Damit die Karte 48 Stunden später auf Max’ Brust erscheint, muss er die ganze Zeit aufrecht stehen. Doch genau in dieser Zeitspanne findet die Hochzeit zwischen Max und 99 statt. |           |                                |                                   |                      |                                       |                  |                                                          |            |
| 96 | 10        | Man trägt wieder Blazer        | The Laser Blazer                  | 30. Nov. 1968        | 6. Juni 1972                          | Jay Sandrich     | Mike Marmer                                              | 095        |
| Max ist beauftragt, in Hongkong eine neue Geheimwaffe bei einem Schneider (Leonard Strong) abzuholen. Dabei handelt es sich um einen Herren-Blazer mit einem Knopf, der einen starken Laserstrahl auslöst. Max weiß nicht, dass der Blazer die Waffe ist; es kommt zu Verwirrung, als verschiedene Leute die Waffe aus Versehen aktivieren. Julie Newmar hat einen Gastauftritt als neues Zimmermädchen von 99, das in Wirklichkeit eine KAOS-Agentin ist. |           |                                |                                   |                      |                                       |                  |                                                          |            |
| 97 | 11        | Zu Hause schmeckt es besser    | The Farkas Fracas                 | 7. Dez. 1968         | 13. Juni 1972                         | Jay Sandrich     | Arne Sultan, Leonard B. Stern, Alan Burns, Chris Hayward | 096        |
| Die Nachbarn von Max und 99, das Ehepaar Farkas (Tom Bosley und Alice Ghostley), arbeiten für KAOS. Als KAOS den Inhalt des Aktenkoffers des Chefs braucht, schiebt Mrs. Farkas 99 ein Dessert fürs Abendessen unter. Dabei handelt es sich um ein vergiftetes Mousse. Während Max und der Chef an den Folgen des Desserts zu leiden haben, versucht Mr. Farkas, den Aktenkoffer an sich zu bringen. |           |                                |                                   |                      |                                       |                  |                                                          |            |
| 98 | 12        | Flitterwochen über Bord        | Temporarily Out of CONTROL        | 14. Dez. 1968        | 16. Feb. 1988                         | James Komack     | Arne Sultan, Leonard B. Stern, Alan Burns, Chris Hayward | 097        |
| Max und der Chef werden von der Navy zum Reservedienst auf einem Schiff der Marine abberufen, gerade als Max und 99 ihre Flitterwochen planen. Max wird zum Offizier ernannt, der Chef ist allerdings lediglich ein einfacher Matrose namens John Doe. Nun muss sich 99 um den spanischen Geheimdienstkollegen Vargas kümmern. |           |                                |                                   |                      |                                       |                  |                                                          |            |
| 99 | 13        | Die 1001. Insel                | Schwartz’s Island                 | 21. Dez. 1968        | 30. Nov. 1990                         | Bruce Bilson     | Arne Sultan, Leonard B. Stern, Alan Burns, Chris Hayward | 098        |
| Max und 99 verbringen ihre Flitterwochen auf einem Segelschiff. Als dieses explodiert, retten sie sich auf eine Insel in der Karibik. Die Insel ist allerdings künstlich und wurde vom KAOS-Wissenschaftler Schwartz hergestellt. Dort sind Siegfried und Shtarker stationiert, die eine elektromagnetische Maschine betreiben, mit der sie die gesamte Sechste US-Flotte anziehen wollen. Die Episode parodiert Gilligan’s Island. |           |                                |                                   |                      |                                       |                  |                                                          |            |
| 100 | 14        | Kuckuck, wo bin ich?           | One Nation Invisible              | 28. Dez. 1968        | 20. Juni 1972                         | Harry Falk       | Lloyd Turner, Whitey Mitchell                            | 099        |
| Max soll Dr. Canyon beschützen, die ein Unsichtbarkeits-Spray erfunden hat und selbst unsichtbar ist. Mit dem Spray soll Max ins KAOS-Hauptquartier eindringen. Doch da die Erfinderin eine attraktive junge Frau ist, erweckt sie die Eifersucht von 99. |           |                                |                                   |                      |                                       |                  |                                                          |            |
| 101 | 15        | Reichlich viel Theater         | Hurray for Hollywood              | 4. Jan. 1969         | 27. Juni 1972                         | Don Adams        | Chris Hayward, Arne Sultan                               | 100        |
| Max und 99 verdingen sich inkognito als Schauspieler bei einer Theatergruppe, um herauszufinden, wie KAOS wissenschaftliche Informationen aus dem Land schmuggelt. Doch sie werden von KAOS entdeckt und sollen auf der Bühne einen dramatischen Tod sterben. |           |                                |                                   |                      |                                       |                  |                                                          |            |
| 102 | 16        | Kann das Radio auch schießen?  | The Day They Raided the Knights   | 11. Jan. 1969        | 4. Juli 1972                          | Reza Badiyi      | Rick Mittleman                                           | 101        |
| Aufgrund von Budgetkürzungen bei CONTROL wird 99 vorerst entlassen. Sie findet einen Job in einem Laden, der sich als Munitionsdepot von KAOS entpuppt. Als die meisten CONTROL-Agenten wegen einer falschen Fährte aus der Stadt sind, will KAOS die neue Geheimwaffe an seine Agenten verteilen: ein schießendes Radio. 99 muss versuchen, die Pläne zu vereiteln. |           |                                |                                   |                      |                                       |                  |                                                          |            |
| 103 | 17        | Caramba, ich bin Señor 86!     | Tequila Mockingbird               | 18. Jan. 1969        | 11. Juli 1972                         | Don Adams        | Chris Hayward, Arne Sultan                               | 102        |
| Die Tequila-Spottdrossel (eine Statue ähnlich dem Malteserfalken) wurde von Esperanza, einer CONTROL-Agentin, die in der mexikanischen Stadt Mira Loma als Showgirl arbeitet, aufgefunden. KAOS lässt Esperanza während einer Aufführung töten, doch hatte sie die Statue bereits versteckt. Max (als gescheiterter Doktor) und 99 (als spanische Sängerin) folgen den Hinweisen, was zu einem Mexican standoff zwischen Max und zwei KAOS-Agenten führt. Die Episode parodiert Zwei glorreiche Halunken. Der Originaltitel spielt auf Harper Lees Roman To Kill a Mockingbird an.                                                                                       |           |                                |                                   |                      |                                       |                  |                                                          |            |
| 104 | 18        | Golf mit Handicap              | I Shot 86 Today                   | 1. Feb. 1969         | 18. Juli 1972                         | Jay Sandrich     | Burt Nodella                                             | 103        |
| Max und 99 besuchen einen Golfclub, nachdem sie einen Hinweis bekommen haben, dass das nahegelegene Raumfahrtzentrum gesprengt werden soll. In der letzten Zeit waren bereits zwei Raketenabschussbasen in der Nähe von Golfplätzen angegriffen, daher vermutet der Chef auch diesmal eine Bedrohung. |           |                                |                                   |                      |                                       |                  |                                                          |            |
| 105 | 19        | Die gestohlene Schwiegermutter | Absorb the Greek                  | 8. Feb. 1969         | 25. Juli 1972                         | Richard Benedict | Chris Hayward, Arne Sultan                               | 104        |
| Der Chef hat Dates mit einer jungen griechischen Frau, die an höherer Stelle verdächtig wirkt. Daher sollen Max und 99 den Chef beschatten. Doch die Frau ist die Frau des Wissenschaftlers Dr. Paponickolini und übergibt dem Chef bei ihren Dates Informationen über die neuen Erkenntnisse ihres Mannes. Der Wissenschaftler arbeitet an einer Jungbrunnen-Formel. Die Episode spielt auf Zorba the Greek an. |           |                                |                                   |                      |                                       |                  |                                                          |            |
| 106 | 20        | Max, der Erste                 | To Sire, with Love (Part 1)       | 15. Feb. 1969        | 1. Aug. 1972                          | Gary Nelson      | Chris Hayward, Arne Sultan                               | 105        |
| Der König von Caronien (bereits aus der Episode Es lebe der König, Staffel 3, bekannt) hält sich in Staatsangelegenheiten in den USA auf. Als Rupert von Rathskeller (gespielt von James Caan) gegen den König intrigiert, muss Max für seinen Doppelgänger einspringen. Doch Max befürchtet, 99 könnte den König besser finden als ihn. Der Originaltitel spielt auf die Verfilmung von To Sir, With Love an. |           |                                |                                   |                      |                                       |                  |                                                          |            |
| 107 | 21        | Max, der Letzte                | To Sire, with Love (Part 2)       | 22. Feb. 1969        | 8. Aug. 1972                          | Jay Sandrich     | Gloria Burton, Don Adams                                 | 106        |
| Max ist eifersüchtig auf den König, daher herrscht im Haushalt der Smarts eine deutliche Kühle. Inzwischen hat Rupert von Rathskeller den König entführt. Max findet ein Netzwerk aus unterirdischen Tunnels unterhalb der Botschaft von Caronien, wo der König gefangen gehalten wird. Rupert plant, sowohl Max als auch den König zu beseitigen. |           |                                |                                   |                      |                                       |                  |                                                          |            |
| 108 | 22        | Das große Lastwagen-Stehlen    | Shock It to Me                    | 1. März 1969         | 7. Dez. 1990                          | Jay Sandrich     | Chris Hayward, Arne Sultan                               | 107        |
| Max arbeitet undercover als Lastwagenfahrer mit wertvollen Elektroartikeln, da bereits drei ähnliche Transporte von KAOS überfallen wurden. Beim tatsächlich erfolgenden Überfall kann Max den Täter identifizieren, der Chef erklärt jedoch, dass der genannte Mann bereits verstorben ist. Die Spur führt zu einem verrückten KAOS-Wissenschaftler, Dr. Zharko (gespielt von Tom Poston, der ursprünglich für die rolle des Maxwell Smart vorgesehen war), der möglicherweise herausgefunden hat, wie er tote KAOS-Agenten wiederbeleben kann. Max und 99 suchen das Versteck des Wissenschaftlers in Neufundland auf, um ihn aufzuhalten.                             |           |                                |                                   |                      |                                       |                  |                                                          |            |
| 109 | 23        | Immer diese Kunsthändler       | Leadside                          | 8. März 1969         | 15. Aug. 1972                         | Gary Nelson      | Lloyd Turner, Whitey Mitchell                            | 108        |
| Nachdem er bei einem Kunstraub von Max gestellt wird, erklärt ein an den Rollstuhl gebundener KAOS-Agent namens Leadside, dass er ausbrechen, CONTROL zerstören und Max vernichten werde. Nach seinem tatsächlichen Ausbruch herrscht Chaos. Eine Parodie auf Raymond Burrs Ironside. |           |                                |                                   |                      |                                       |                  |                                                          |            |
| 110 | 24        | Max, der Fenstergucker         | Greer Window                      | 15. März 1969        | 22. Aug. 1972                         | Edward Ryder     | Chris Hayward, Arne Sultan                               | 109        |
| Max wird am Hinterteil angeschossen. Zwecks Genesung muss er mehrere Wochen zu Hause verbringen, wo er die Zeit damit verbringt, dass er Zeitungen liest und mit einem Fernglas aus dem Fenster sieht. Dabei beobachtet er den Chef und 99 im gegenüberliegenden Greer-Industries-Büro. Eine Parodie auf Hitchcocks Rear Window. |           |                                |                                   |                      |                                       |                  |                                                          |            |
| 111 | 25        | Rettet den Chef (1)            | The Not-So-Great Escape (Part 1)  | 22. März 1969        | 14. Dez. 1990                         | Don Adams        | Chris Hayward, Arne Sultan                               | 110        |
| Innerhalb von sechs Monaten sind 20 CONTROL-Agenten verschwunden und Max muss den Agenten Michael Kendall beschützen, der ein Flugzeug besteigen muss. Doch Kendall und kurz darauf auch der Chef werden entführt. Max lässt sich selbst entführen, um die Methode herauszufinden. Es stellt sich heraus, dass alle Entführten in einem KAOS-Gefangenenlager bei New Jersey gefangen gehalten werden, das von Siegfried und Shtarker betrieben wird. Als KAOS-Offizier verkleidet verschafft sich Max Zutritt zum Lager. Eine Parodie auf The Great Escape. |           |                                |                                   |                      |                                       |                  |                                                          |            |
| 112 | 26        | Rettet den Chef (2)            | The Not-So-Great Escape (Part 2)  | 29. März 1969        | 21. Dez. 1990                         | Don Adams        | Chris Hayward, Arne Sultan                               | 111        |
| Max wird entdeckt und gefangen genommen. Zusammen mit dem Chef versucht er alle möglichen Fluchtmethoden, doch Siegfried weiß jeden Versuch zu verhindern. Der Chef realisiert, dass es einen Spitzel im Lager geben muss, und versucht nun, den Spitzel auszutricksen. |           |                                |                                   |                      |                                       |                  |                                                          |            |

## Produziert von CBS

### 5. Staffel (1969–1970)
Nachdem die Serie zu CBS gewechselt war, wurde die abschließende fünfte Staffel nun an Freitagabenden gesendet.
| Nr. (ges.) | Nr. (St.) | Deutscher Titel                                      | Originaltitel                      | Erstausstrahlung USA | Deutschsprachige Erstausstrahlung (D) | Regie              | Drehbuch                      | Prod. Code |
| --- | --------- | ---------------------------------------------------- | ---------------------------------- | -------------------- | ------------------------------------- | ------------------ | ----------------------------- | ---------- |
| 113 | 1         | Professor im Glas                                    | Pheasant Under Glass               | 26. Sep. 1969        | 22. Aug. 1995                         | Don Adams          | Chris Hayward, Arne Sultan    | 113        |
| Professor Pheasant wird von KAOS in einer unzerstörbaren Glaskuppel gefangen gehalten. Smart und 99 versuchen mit allen Mitteln, das Glas zu zerstören, werden aber von KAOS-Agenten in die Flucht geschlagen. Dabei erzählt 99 Max, dass sie schwanger sei. Der Chef setzt eine CONTROL-Sängerin auf die Kuppel an, da sie mit ihrer Stimme Glas zerstören kann, während Max sie undercover am Klavier begleitet. Weil Max aber nach der Entdeckung, dass er Vater wird, seine Geheimidentität verraten hat, muss er sich plastischer Chirurgie bedienen. Martin Landau und Phyllis Diller haben Gastauftritte als Ergebnisse von Max’ Operationen. |           |                                                      |                                    |                      |                                       |                    |                               |            |
| 114 | 2         | Plan 3 A 2 R                                         | Ironhand                           | 3. Okt. 1969         | 23. Aug. 1995                         | Don Adams          | Lloyd Turner, Whitey Mitchell | 114        |
| IH Industries, unter der Führung von Ironhand, kauft KAOS auf. Ironhand ist ein Mann mit einer eisernen Faust. Er schafft es, CONTROL zu infiltrieren, findet dabei aber nicht das, wonach er gesucht hat: die Anti-Anti-Anti-Missile-Missile Pläne. Der Chef will die Pläne in Sicherheit bringen und schickt Max und 99 auf die Operation Baby Buggy Switch. Eine Parodie auf die Fernsehserie Ironside. |           |                                                      |                                    |                      |                                       |                    |                               |            |
| 115 | 3         | Rettet Los Angeles                                   | Valerie of the Dolls               | 10. Okt. 1969        | 24. Aug. 1995                         | Jay Sandrich       | Ed Haas, Les Colodny          | 115        |
| CONTROL entdeckt, dass KAOS Kalifornien mit einer starken Bombe zerstören will, deren Formel in drei Teilen transportiert wird. Max und der Chef verfolgen einen Teil zur Valerie Schule für Werdende Väter, wo sie sich als Schüler anwerben, um herauszufinden, wie die Formel transportiert wird. Eine Parodie auf Valley of the Dolls von Jacqueline Susann. |           |                                                      |                                    |                      |                                       |                    |                               |            |
| 116 | 4         | Auf dass der Tod uns scheidet                        | Widow Often Annie                  | 17. Okt. 1969        | 25. Aug. 1995                         | Charles R. Rondeau | Lloyd Turner, Whitey Mitchell | 116        |
| Der Chef weist Max an, sich an die schöne Witwe Ann Cameron heranzumachen; sie wird verdächtigt, ihre zwölf Männer, allesamt CONTROL-Agenten, wegen der Lebensversicherung ermordet zu haben. Das Geld soll sie an KAOS spenden. Max soll sie zum Schein heiraten – unglücklicherweise findet die Hochzeit zugleich mit dem ersten Jubiläum der Hochzeit von Max und 99 statt. Eine Parodie auf Little Orphan Annie. |           |                                                      |                                    |                      |                                       |                    |                               |            |
| 117 | 5         | Der Schatz des C. Erroll Madre                       | The Treasure of C. Errol Madre     | 24. Okt. 1969        | 29. Aug. 1995                         | Don Adams          | Bob DeVinney, Chris Hayward   | 117        |
| KAOS stiehlt Gehälter, was bei CONTROL zu starken finanziellen Problemen führt. Der Chef schickt Max, getarnt als der kürzlich verstorbene Goldgräber Frogsie Debbs, nach Mira Lodo in Mexiko, um dort Debbs’ alten Partner C. Errol Madre zu finden. Debbs und Madre hatten eine Schatzkarte angefertigt, die zu einem Goldlager führt, und beide eine Hälfte der Karte behalten. Max muss also einen überzeugenden Debbs spielen, damit Madre ihm hilft, das Gold zu finden. Eine Parodie auf The Treasure of the Sierra Madre. Teile des Filmmaterials wurden in Folge 25 Das Buch der Bücher wiederverwendet: Als Max und Larrabee sich in einem Panzerwagen befinden, sieht Max einen Polizisten in Turnschuhen, einen Eisverkäufer und einen kleinen Jungen (allesamt CONTROL-Agenten). |           |                                                      |                                    |                      |                                       |                    |                               |            |
| 118 | 6         | Geheimkommando Maxwell Smart                         | Smart Fell on Alabama              | 31. Okt. 1969        | 30. Aug. 1995                         | Alan Rafkin        | Lloyd Turner, Whitey Mitchell | 118        |
| Weil Max dabei versagte, ein kleines rotes Codebuch von einem KAOS-Kurier zu bekommen, muss er drei gewiefte Kriminelle (Taschendieb, Kraftmann und Safeknacker) ausbilden, um in eine Hochsicherheits-Gebäude einzubrechen, wo das Codebuch aufbewahrt wird. Das Gebäude gehört allerdings dem Oberst Kirby, der darüber hinaus der Inhaber einer erfolgreichen Restaurant-Kette ist. Eine Anspielung auf die Restaurantkette von Colonel Sanders, Der Titel basiert auf dem Jazzstandard Stars Fell on Alabama von Frank Perkins und Mitchell Parish. |           |                                                      |                                    |                      |                                       |                    |                               |            |
| 119 | 7         | Simon, der Liebenswürdige (Teil 1)                   | And Baby Makes Four (Part 1)       | 7. Nov. 1969         | 31. Aug. 1995                         | Don Adams          | Chris Hayward, Arne Sultan    | 119        |
| CONTOL hat vier Monate lang nach dem neuen KAOS-Hauptquartier gesucht. Eine neue Spur führt Max zum KAOS-Agenten Simon dem Liebenswürdigen (Jack Gilford), den er an einer Bushaltestelle erwartet. Der Agent hat die Anweisungen, wie er zum Hauptquartier gelangt, in seinem Regenmantel, der an einem Kleiderhaken hängt. Als 99 Max mitteilt, dass das Baby unterwegs ist und sie zum Krankenhaus müssen, erwischt Max Simons Regenmantel. Im Glauben, die darin enthaltene Wegbeschreibung führe zum Krankenhaus, landen Max und 99 im KAOS-Hauptquartier. |           |                                                      |                                    |                      |                                       |                    |                               |            |
| 120 | 8         | Simon, der Liebenswürdige (Teil 2)                   | And Baby Makes Four (Part 2)       | 14. Nov. 1969        | 1. Sep. 1995                          | Don Adams          | Chris Hayward, Arne Sultan    | 120        |
| Als Max herausfindet, dass sie das KAOS-Hauptquartier ansteuern, flüchtet er mit 99 zum Krankenhaus, verfolgt von KAOS. In Sicherheit, bringt 99 Zwillinge zur Welt. Im Wartesaal des Krankenhauses kommt es derweil zu einem Showdown zwischen CONTROL, KAOS und der Mutter von 99. |           |                                                      |                                    |                      |                                       |                    |                               |            |
| 121 | 9         | Operation Big Eddie                                  | Physician Impossible               | 21. Nov. 1969        | 5. Sep. 1995                          | Alan Rafkin        | Lloyd Turner, Whitey Mitchell | 121        |
| Max hat Big Eddie Little gefangen genommen, der jedoch von seinen Freunden befreit wird. Dabei gelingt es Max, ihn zu verwunden. Als Max und 99 gerade im Krankenhaus bei den Neugeborenen sind, werden sie für Arzt und Krankenschwester gehalten und entführt, um Big Eddies Wunden zu behandeln. Der Originaltitel dieser Folge ist eine Parodie auf die Fernsehserie Kobra, übernehmen Sie, im amerikanischen Original Mission: Impossible. |           |                                                      |                                    |                      |                                       |                    |                               |            |
| 122 | 10        | Bei Banane Mord                                      | The Apes of Rath                   | 28. Nov. 1969        | 6. Sep. 1995                          | Richard Benedict   | Lloyd Turner, Whitey Mitchell | 122        |
| Sechs CONTROL-Agenten wurden von jemand unglaublich starkem ermordet. Der einzige Hinweis ist, dass sie alle am Morgen ihres Todes eine Banane mit der Post erhalten haben, was zum Schluss führt, dass der Mörder ein Affe ist. Als auch Max eine Banane erhält, stellt der Chef Agent 77, Chuck Armstrong, an, um ihn zu bewachen. Eine Parodie auf King Kong. Der Originaltitel der Folge spielt auf The Grapes of Wrath an, der deutsche Titel auf Bei Anruf Mord. |           |                                                      |                                    |                      |                                       |                    |                               |            |
| 123 | 11        | Liebling, ich werde älter                            | Age Before Duty                    | 5. Dez. 1969         | 7. Sep. 1995                          | Harry Falk         | Bob DeVinney                  | 123        |
| Max muss zusehen, wie sein 28-jähriger Kontaktmann plötzlich an Altersschwäche stirbt. Es stellt sich heraus, dass KAOS 100000 Dollar an eine Person bezahlt hat, die Voodoo-Farbe entwickelt hat. Diese Farbe bewirkt, dass, wenn das Foto eines Opfers damit bestrichen wirkt, dieses sofort altert. Mit der Zeit beginnen alle bei CONTROL zu altern, mit Ausnahme von Larrabee. Eine Parodie auf Das Bildnis des Dorian Gray. Der Originaltitel („Alter vor Dienst“) bezieht sich auf die Redewendung age before beauty („Alter vor Schönheit“). |           |                                                      |                                    |                      |                                       |                    |                               |            |
| 124 | 12        | Träum was schönes, Amerika                           | Is This Trip Necessary?            | 12. Dez. 1969        | 12. Sep. 1995                         | Ron Joy            | Dale McRaven                  | 124        |
| Der KAOS-Apotheker Jarvis Pym (Vincent Price) droht, Washingtons Wasserversorgung mit einer halluzinogenen Droge zu verseuchen. Diese Droge verursacht schlechte Träume. Der Originaltitel („Ist dies Fahrt nötig?“) spielt auf einen Spruch aus dem Zweiten Weltkrieg an. |           |                                                      |                                    |                      |                                       |                    |                               |            |
| 125 | 13        | Amerika on the Rocks                                 | Ice Station Siegfried              | 19. Dez. 1969        | 13. Sep. 1995                         | Reza Badiyi        | Chris Hayward, Arne Sultan    | 125        |
| Das Wetter spielt verrückt und Max und der Chef werden in Miami eingeschneit, obwohl es August ist. Um herauszufinden, wer das Wetter manipuliert, beauftragt der Chef 99 und die CIA Agent Quigley (Bill Dana). Das Duo folgt einer Spur nach Moose Jaw in Saskatchewan. Dort begegnen die beiden zwei berittenen Beamten der Royal Canadian Mounted Police, nämlich Siegfried und Shtarker. Eine Parodie auf Ice Station Zebra. Bemerkenswert ist, dass Don Adams nur ganz am Anfang der Episode vorkommt. |           |                                                      |                                    |                      |                                       |                    |                               |            |
| 126 | 14        | Hörspiel mit Nebeneffekt                             | Moonlighting Becomes You           | 2. Jan. 1970         | 14. Sep. 1995                         | Alan Rafkin        | Chris Hayward                 | 126        |
| 99 möchte, aufgrund ihrer Hochzeit und Mutterschaft, nur mehr einfache Aufträge erledigen. Also beauftragt sie der Chef, herauszufinden, wie über ein Radio-Hörspiel kodierte Nachrichten an KAOS übertragen werden. Der Originaltitel bezieht sich auf das bekannte Lied Moonlight Becomes You aus dem Film Road to Morocco (1942). |           |                                                      |                                    |                      |                                       |                    |                               |            |
| 127 | 15        | Das Wachsfigurenkabinett des Monsieur Duval (Teil 1) | House of Max (Part 1)              | 9. Jan. 1970         | 19. Sep. 1995                         | Anton M. Leader    | Chris Hayward                 | 127        |
| Max und 99 fahren nach London, um Nachforschungen über einen angeblichen neuen Jack the Ripper anzustellen. Eine Parodie auf Das Kabinett des Professor Bondi (englisch: House of Wax). |           |                                                      |                                    |                      |                                       |                    |                               |            |
| 128 | 16        | Das Wachsfigurenkabinett des Monsieur Duval (Teil 2) | House of Max (Part 2)              | 16. Jan. 1970        | 20. Sep. 1995                         | Anton M. Leader    | Chris Hayward                 | 128        |
| Nachdem er den Angriff eines Wachs-Werwolfs überlebt hat, schleust sich Max in das Wachsfigurenkabinett ein. Um Monsieur Duval dabei zu beobachten, wie er seine Figuren (darunter W. C. Fields und Laurel und Hardy) lebendig macht und zum Töten ausschickt, stellt Max sich als Hitler-Nachbildung auf. |           |                                                      |                                    |                      |                                       |                    |                               |            |
| 129 | 17        | Das Geheimnis der Mrs. van Hooten                    | Rebecca of Funny-Folk Farm         | 23. Jan. 1970        | 21. Sep. 1995                         | Charles R. Rondeau | Lloyd Turner, Whitey Mitchell | 129        |
| Max wirft ein Kurier-Paket aus dem Flugzeug und es landet auf dem Dach eines Hauses. Um das Paket zurückzubekommen, müssen sich Max und 99 ins Haus einschleichen und sich mit den exzentrischen Bewohnern verständigen. Die Matriarchin des Haushalts, Mrs. Van Hooten, glaubt, 99 sei ihre verschollene Schwester Rebecca. Eine Parodie auf das Kinderbuch Rebecca of Sunnybrook Farm von Kate Douglas Wiggin. |           |                                                      |                                    |                      |                                       |                    |                               |            |
| 130 | 18        | Da waren’s nur noch zwei                             | The Mess of Adrian Listenger       | 30. Jan. 1970        | 26. Sep. 1995                         | Charles R. Rondeau | Chris Hayward                 | 130        |
| Während der Beerdigung des letzten getöteten CONTROL-Agenten finden Max, 99 und der Chef zu ihrem Schrecken einen Grabstein mit Max’ Namen darauf. Es wird vermutet, dass Adrian Listenger (Pat Paulsen), der aus der CONTROL-Spionageschule hinausgeworfen wurde, systematisch Agenten ausschaltet; auf seiner Liste stehen auch Max und der Chef. Eine Parodie auf den Thriller The List of Adrian Messenger (1963). |           |                                                      |                                    |                      |                                       |                    |                               |            |
| 131 | 19        | Der Exterminator                                     | Witness for the Execution          | 6. Feb. 1970         | 27. Sep. 1995                         | Alan Rafkin        | Lloyd Turner, Whitey Mitchell | 131        |
| Der KAOS-Agent Dietrich hat sich entschlossen, überzulaufen und als Informant zu arbeiten. Der Chef ist beunruhigt, da bisher kein Informant lange genug am Leben geblieben ist, um Aussage zu machen. Er plant, Dietrich als Kindermädchen bei den Smarts einzustellen. KAOS engagiert unterdessen den Topkiller Exterminator, der mit einem riesigen Vorrat an Waffen versucht, Dietrich aus dem Weg zu schaffen. Eine Parodie auf Witness for the Prosecution. |           |                                                      |                                    |                      |                                       |                    |                               |            |
| 132 | 20        | Ein treuer Diener seines Herrn                       | How Green Was My Valet?            | 13. Feb. 1970        | 28. Sep. 1995                         | Dick Carson        | Gloria Burton                 | 132        |
| Max und 99 schleichen sich als Kammerdiener und Zimmermädchen in die bulmänische Botschaft ein, um gestohlene Proben von Raketentreibstoff zu finden. In der Zwischenzeit müssen der Chef und Larrabee auf die Zwillinge aufpassen – mit verheerenden Folgen. Eine Parodie auf National Velvet. Jonathan Harris hat einen Gastauftritt als bulmänischer Botschafter. |           |                                                      |                                    |                      |                                       |                    |                               |            |
| 133 | 21        | 2 × 99 oder Wer ist meine Frau?                      | And Only Two Ninety-Nine           | 20. Feb. 1970        | 4. Okt. 1995                          | Don Adams          | Arne Sultan                   | 133        |
| Als Max eines Abends nach Hause kommt, trifft er 99 mit einem blauen Auge im Bett an. Sie ist in Wirklichkeit die Betrügerin Sonja – die echte 99 (die Sonja das blaue Auge verpasste) wurde von KAOS entführt. 99 kann entfliehen und sucht den Chef auf, der Max aufträgt, weiterhin so zu tun, als sei er auf den Trick hereingefallen, um herauszufinden, was KAOS vorhat. |           |                                                      |                                    |                      |                                       |                    |                               |            |
| 134 | 22        | Zustände wie im alten Rom                            | Smartacus                          | 27. Feb. 1970        | 5. Okt. 1995                          | Charles R. Rondeau | Lloyd Turner, Whitey Mitchell | 134        |
| Max und der Chef betreiben Nachforschungen über eine Reihe von Sicherheitslücken, die eine Verbindung zu einer Kette von römischen Heilbädern haben sollen. Eine Parodie auf den Film Spartacus. |           |                                                      |                                    |                      |                                       |                    |                               |            |
| 135 | 23        | Lasst Blumen sprechen                                | What's It All About, Algie?        | 24. Apr. 1970        | 10. Okt. 1995                         | Don Adams          | Chris Hayward, Arne Sultan    | 135        |
| Max gibt sich als Gärtner aus und gelangt so in eine Gärtnerei, die Pflanzen mit versteckten Wanzen an wichtige Personen in Washington verschickt. Algie DeGrasse (John van Dreelen), der Inhaber der Gärtnerei, schöpft jedoch Verdacht; er will Max an seine neueste Errungenschaft verfüttern, eine riesige fleischfressende Pflanze. Eine Parodie auf den Film Alfie. |           |                                                      |                                    |                      |                                       |                    |                               |            |
| 136 | 24        | Hallo Columbus, Goodbye Amerika                      | Hello, Columbus – Goodbye, America | 1. Mai 1970          | 11. Okt. 1995                         | Alan Rafkin        | Pat McCormick                 | 136        |
| CONTROL hat entdeckt, dass Gino Kolumbus, der direkte Nachfolger von Christoph Kolumbus, der rechtmäßige Eigentümer der USA ist. Max soll Gino bewachen, als er nach Washington kommt, um den Übergabevertrag mit dem Präsidenten abzuschließen. Doch Max und Gino werden von KAOS gefangen genommen, die gerne hätten, dass Gino ihnen die USA überschreibt. Eine Parodie auf das Buch Goodbye, Columbus von Philip Roth. |           |                                                      |                                    |                      |                                       |                    |                               |            |
| 137 | 25        | Das Buch der Bücher                                  | Do I Hear a Vaults                 | 8. Mai 1970          | 12. Okt. 1995                         | Alan Rafkin        | Chris Hayward                 | 137        |
| Der Chef sucht mit Max in einer öffentlichen Bibliothek nach einem speziellen Buch. Das Buch ist eine Liste der CONTROL-Agenten; leider wurde das Versteck verraten. Max und Larrabee bringen das Buch in einem Panzerwagen in einen Banktresor, in den Max aus Versehen auch Larrabee und den Chef einschließt. Im Tresor gibt es nur wenig Atemluft, daher wollen Max und 99 einen gefangenen Safeknacker anstellen, erwischen aber einen verurteilten Meisterfälscher. Eine Parodie auf das Musical Do I Hear a Waltz? (1952). |           |                                                      |                                    |                      |                                       |                    |                               |            |
| 138 | 26        | Im Banne des Peitschers                              | I Am Curiously Yellow              | 15. Mai 1970         | 17. Okt. 1995                         | Nick Webster       | Lloyd Turner, Whitey Mitchell | 138        |
| Als er Nachforschungen über einen Verbrecher namens Der Peitscher anstellt, wird Max von diesem hypnotisiert, sodass er zu bestimmten Zeiten unter dessen Befehl steht. Max muss daraufhin die starke neue Waffe NARCO 5-12 aus dem Tresor des Chefs stehlen. Dieser bemerkt den Diebstahl, doch Max weiß von nichts. Eine Parodie auf den Film I Am Curious (Yellow) (1967). Der deutsche Titel spielt auf die Edgar-Wallace-Filme Im Banne des Unheimlichen und Der Mönch mit der Peitsche an. |           |                                                      |                                    |                      |                                       |                    |                               |            |